# Кілійський заклад загальної середньої освіти І ступеня №6
Кілійський заклад загальної середньої освіти І ст. №6 - заклад початкової освіти, розташований в місті Кілія, Одеської області. 

## Історія
Історія нашої школи починається з 1936р., коли у селищі Омарбія, що розкинулося на околиці міста Кілії, влада Румунії відкриває школу. Приміщення школи було невеликим. Всього у школі навчалося 2 класи. Навчав у школі директор, а також інші вчителі. Першим домнулом (паном-директором) нашої школи був Іон  (Іван). Опалення було пічне. Води у школі не було. Приносили її зі ставка учні школи. Урок тривав 45 хвилин. Згодом у школі з’являються ще 2 класи і школа стає чотирирічною.
На шкільному подвір’ї був сад і росло багато квітів, за якими доглядали учні школи, а керував процесом директор.
За часів правління Румунії у школі щодня піднімався трьохкольровий прапор і виконувався румунський гімн. Учні вчили такі предмети, які вважалися важливими саме румунським урядом: арифметика, географія, природознавство, історія, малювання, співи і обов'язково релігія. Оцінювання у школі велося за десятибальною системою.
З 1950 року школа переходить на українську мову навчання. Директором у цей час був Бєльницький Олександр Амбросійович, а школа з чотирирічної стає семирічною.
З 1960 року Кілійська школа №8 стає восьмирічною. 1959 рік був чи не найскладнішим у історії її існування. Саме в цей рік йшла добудова «нової» школи. До тих приміщень, що вже були, добудували додаткові. Це було викликано тим, що у школі збільшилася кількість учнів. Якщо на початку свого існування школа налічувала 30 учнів, то в 50-60-ті роки – 80-90 учнів. У 1959 році в нашій школі залишається лише початкова школа, а середню було переведено до Кілійської восьмирічної школи №6.
З 1982 року Кілійська восьмирічна школа №8 переходить на російську мову навчання. У 80-ті роки школа змінює свою назву і стає Кілійською неповною середньою школою №5, а згодом — №6. З 2019 року Кілійська загальноосвітня школа І-ІІ ст. №6 носила назву Кілійський заклад загальної середньої освіти І-ІІ ступенів №6. А з 16.07.2019 року внаслідок реорганізації  було понижено ступінь. Тепер це Кілійський заклад загальної середньої освіти І ступеня №6. 

## Адміністрація закладу
Владиченко Катерина Андріївна -  директор закладу, вчитель української мови та літератури (І категорія)
Гросу Ірина Сергіївна - заступник директора з НВР, вчитель англійської мови, зарубіжної літератури (І категорія)

## Педагогічний колектив

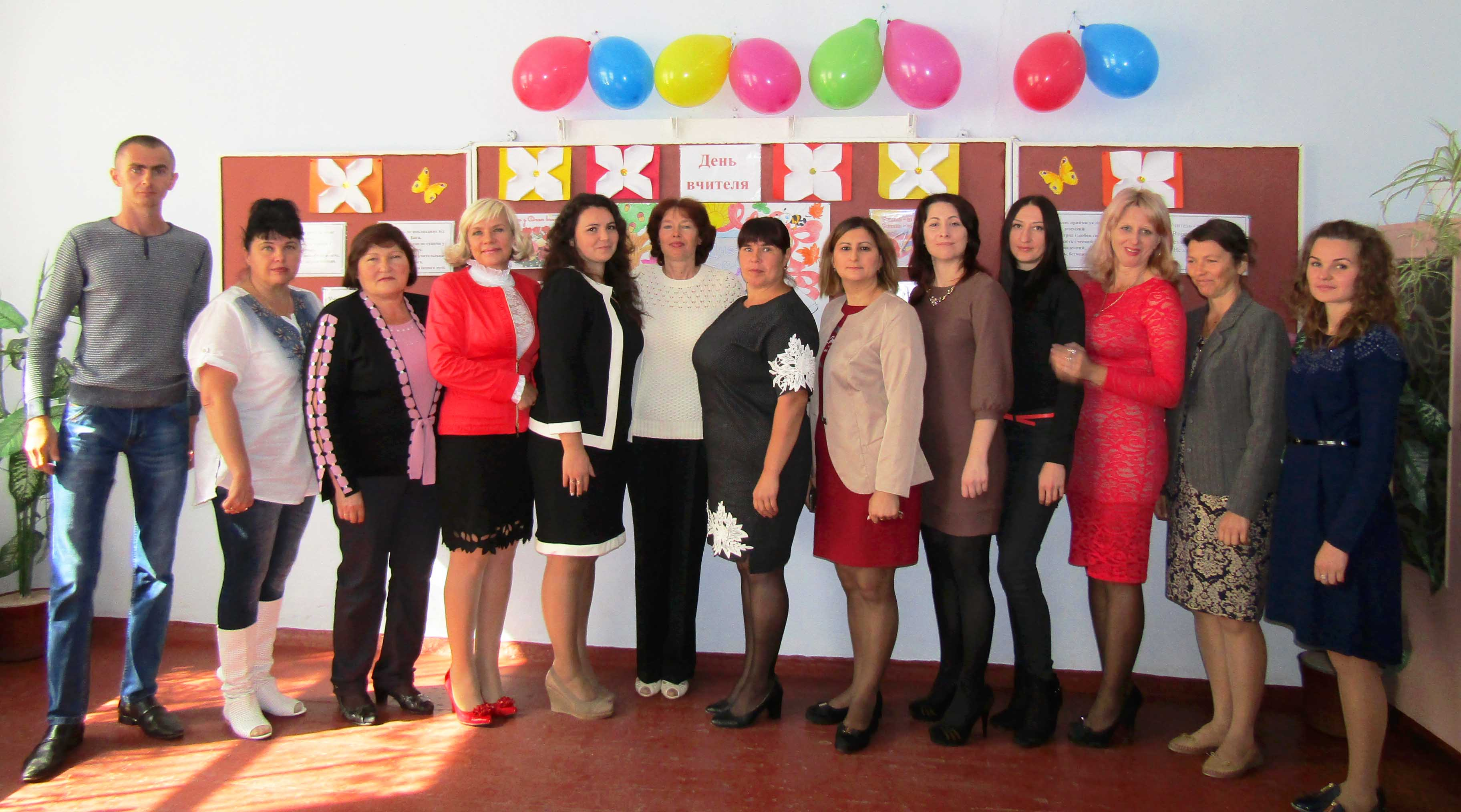
Педагогічний колектив Кілійської ЗОШ І-ІІ ст. №6. 2017/2018 н.р

У  школі працює 13 педагогічних працівників:
 старший вчитель - 1
 спеціаліст вищої категорії - 1
 спеціаліст І категорії – 6
 спеціаліст II категорії - 1
 спеціаліст – 3
 молодший спеціаліст – 1

## Методичні об'єднання вчителів
Методичне об'єднання вчителів початкових класів (керівник - Лиманська О. М.)
Методичне об'єднання вчителів гуманітарного циклу (керівник - Білий А. П.)
Методичне об'єднання вчителів природничого циклу (керівник - Смирнова Н. В.)
Методичне об'єднання класних керівників (керівник - Ніколенко Л. Я.)